# Miles from Tomorrowland
Miles from Tomorrowland (Miles do Futuro (título em Portugal) ou Miles do Amanhã (título no Brasil)) é uma série de desenho animado estado-unidense de aventura e ficção científica. A série foi exibida primeiramente como curta-metragem em 19 a 23 de janeiro, antes da estreia oficial em 6 de fevereiro de 2015.  A série é baseada na Tomorrowland do Reino Mágico da Walt Disney World na Flórida e na Disneyland da Califórnia.
No Brasil a série teve uma prévia em 2 de maio de 2015 no canal Disney XD e 3 de maio no Disney Channel. A série estreou em 9 de maio no canal Disney Junior e em 1 de junho no Disney Channel. Em Portugal a série começou a ser transmitida em 16 de maio de 2015, também no canal Disney Junior.No SBT, é exibido dentro do Mundo Disney. Miles é dublado por Yago Contatori.

## Enredo
Miles from Tomorrowland é uma série animada de aventura espacial.  Ela foca na família Callisto que vive numa nave espacial chamada a Stellosfera e trabalham para o TTA.

## Elenco
| Personagem                                               | Voz original      | Dublador            |
| Protagonistas                                            | Protagonistas     | Protagonistas       |
| -------------------------------------------------------- | ----------------- | ------------------- |
| Miles                                                    | Cullen McCarthy   | Yago Contatori      |
| Loretta                                                  | Fiona Bishop      | Raquel Carlotti     |
| Phoebe Callisto                                          | Olivia Munn       | Renata Villaça      |
| Leo                                                      | Tom Kenny         | Dado Monteiro       |
| Almirante Watson                                         | Danny Jacobs      | Luiz Antônio Lobue  |
| Almirante Crick                                          | Diedrich Bader    | Sérgio Rufino       |
| Stella                                                   | Grey DeLisle      | Amazyles de Almeida |
| M. E. R. C. (Criatura Mecânica Emocionalmente Receptiva) | Dee Bradley Baker | Cassius Romero      |
| Personagens recorrentes                                  |                   |                     |
| Capitão Joe                                              | Adrian Grenier    |                     |
| Gadfly Garnett                                           | Mark Hamill       |                     |
| Spectryx                                                 | George Takei      |                     |
| Professor Rubicon                                        | Bill Nye          | Francisco Brêtas    |
| Comandante S'leet                                        | Wil Wheaton       |                     |
| Lysander Floovox                                         | Alton Brown       |                     |
| Tia Frida                                                | Brenda Song       |                     |
| Sr. Xylon                                                | Dee Bradley Baker | Gileno Santoro      |
| Tenente Lumini                                           | Dee Bradley Baker |                     |

| Ficha Técnica        | Brasil |
| -------------------- | --- |
| Vozes adicionais     | Carlos Silveira / Cecília Lemes / Gileno Santoro / Luiz Antônio Lobue / Pedro Henrique / Sérgio Rufino / Wendel Bezerra |
| Direção de Dublagem  | Rodrigo Andreatto |
| Tradução             | Marco Aurélio Nunes |
| Direção musical      | Nandu Valverde |
| Dublado nos Estúdios | TV Group Digital Brasil                                                                                                 |

## Episódios
| Temporada | Temporada | Episódios | Exibição original      | Exibição original     | Exibição no Brasil    | Exibição no Brasil  | Exibição em Portugal   | Exibição em Portugal |
| Temporada | Temporada | Episódios | Estreia de temporada   | Final de temporada    | Estreia de temporada  | Final de temporada  | Estreia de temporada   | Final de temporada   |
| --------- | --------- | --------- | ---------------------- | --------------------- | --------------------- | ------------------- | ---------------------- | -------------------- |
|           | 1         | 30        | 6 de fevereiro de 2015 | 18 de março de 2016   | 9 de maio de 2015     | 10 de julho de 2016 | 16 de maio de 2015     | 10 de abril de 2016  |
|           | 2         | 20        | 20 de junho de 2016    | 3 de dezembro de 2016 | 3 de setembro de 2016 | TBA                 | 25 de setembro de 2016 | TBA                  |

### 1.ª temporada (2015-16)
| #   | Título                                                                           | Dirigido por           | Escrito por                    | Exibição original                                                    | Código de produção | Audiência (em milhões) |
| --- | -------------------------------------------------------------------------------- | ---------------------- | ------------------------------ | -------------------------------------------------------------------- | ------------------ | ---------------------- |
| 1a  | "Nave em Fuga (PT)" "Runaway Shuttle"                                            | John Eng               | Nicole Dubuc                   | 6 de fevereiro de 2015 9 de maio de 2015 16 de maio de 2015          | 101                | 1.02                   |
| 1b  | "Surfar no Vórtice (PT)" "Surfin' the Whirlpool"                                 | John Eng               | Joe Ansolabehere               | 6 de fevereiro de 2015 9 de maio de 2015 16 de maio de 2015          | 101                | 1.02                   |
| 2a  | "Oceano em Movimento (PT)" "Ocean in Motion"                                     | Sue Perrotto           | Nicole Dubuc                   | 6 de fevereiro de 2015 10 de maio de 2015 17 de maio de 2015         | 103                | 0.94                   |
| 2b  | "Troca de Exploradores (PT)" "Explorer Exchange"                                 | Sue Perrotto           | Greg Johnson                   | 6 de fevereiro de 2015 10 de maio de 2015 17 de maio de 2015         | 103                | 0.94                   |
| 3a  | "Vamos Jogar (PT)" "Game On"                                                     | John Eng               | ASA                            | 6 de fevereiro de 2015 16 de maio de 2015 23 de maio de 2015         | 104                | 0.85                   |
| 3b  | "Como Eu Salvei as Minhas Férias de Verão (PT)" "How I Saved My Summer Vacation" | John Eng               | ASA                            | 6 de fevereiro de 2015 16 de maio de 2015 23 de maio de 2015         | 104                | 0.85                   |
| 4a  | "Viagem ao Planeta Gelado (PT)" "Journey to the Frozen Planet"                   | Michael Daedalus Kenny | Sascha Paladino                | 6 de fevereiro de 2015 17 de maio de 2015 24 de maio de 2015         | 102                | 0.76                   |
| 4b  | "Ataque dos Flickorax (PT)" "Attack of the Flickorax"                            | Michael Daedalus Kenny | Sascha Paladino                | 6 de fevereiro de 2015 17 de maio de 2015 24 de maio de 2015         | 102                | 0.76                   |
| 5a  | "Apanhem Aquele Aties (PT)" "Catch That IOTA!"                                   | Michael Daedalus Kenny | Joe Ansolabehere               | 13 de fevereiro de 2015 23 de maio de 2015 30 de maio de 2015        | 105                | 0.98                   |
| 5b  | "Maravilhoso Merc (PT)" "Mighty Merc"                                            | Michael Daedalus Kenny | Greg Johnson                   | 13 de fevereiro de 2015 23 de maio de 2015 30 de maio de 2015        | 105                | 0.98                   |
| 6a  | "Quem Roubou a Stellosfera? (PT)" "Who Stole the Stellosphere?"                  | Sue Perrotto           | Greg Johnson                   | 20 de fevereiro de 2015 24 de maio de 2015 31 de maio de 2015        | 106                | 1.86                   |
| 6b  | "Rock N' Roll (PT)" "Rock N' Roll"                                               | Sue Perrotto           | Lisa Kettle                    | 20 de fevereiro de 2015 30 de maio de 2015 31 de maio de 2015        | 106                | 1.86                   |
| 7a  | "Feliz dia do Capitão (PT)" "Happy Captain's Day"                                | Michael Daedalus Kenny | Nicole Dubuc                   | 20 de março de 2015 30 de maio de 2015 6 de junho de 2015            | 108                | 1.17                   |
| 7b  | "Planeta das Plantas (PT)" "Planet of the Plants"                                | Michael Daedalus Kenny | Joe Ansolabehere               | 20 de março de 2015 30 de maio de 2015 6 de junho de 2015            | 108                | 1.17                   |
| 8a  | "Viajar com os Quarkons (PT)" "Ride of the Quarkons"                             | John Eng               | Joe Ansolabehere               | 20 de março de 2015 31 de maio de 2015 7 de junho de 2015            | 107                | 1.12                   |
| 8b  | "Reduzidos (PT)" "Downsized"                                                     | John Eng               | Bradley Zweig                  | 20 de março de 2015 31 de maio de 2015 7 de junho de 2015            | 107                | 1.12                   |
| 9a  | "Para a Zona Habitável (PT)" "To the Goldilocks Zone"                            | Sue Perrotto           | Sascha Paladino                | 20 de março de 2015 1 de agosto de 2015 13 de junho de 2015          | 109                | 1.07                   |
| 9b  | "Um Plano aos Soluços (PT)" "Hiccup in the Plan"                                 | Sue Perrotto           | Nicole Dubuc                   | 20 de março de 2015 1 de agosto de 2015 13 de junho de 2015          | 109                | 1.07                   |
| 10a | "On Spaceguard"                                                                  | John Eng               | Sascha Paladino                | 3 de abril de 2015 8 de agosto de 2015 14 de junho de 2015           | 110                | 1.68                   |
| 10b | "Spaceship Invader"                                                              | John Eng               | Nicole Dubuc e Eugene Son      | 3 de abril de 2015 8 de agosto de 2015 14 de junho de 2015           | 110                | 1.68                   |
| 11a | "The Great Blastboard Chase"                                                     | ASA                    | Bradley Zweig                  | 17 de abril de 2015 15 de agosto de 2015 20 de junho de 2015         | 112                | 1.07                   |
| 11b | "Como Cuidar de um Robô de Estimação (PT)" "Adventures in Robo-Pet Sitting"      | ASA                    | Dean Stefan                    | 17 de abril de 2015 15 de agosto de 2015 20 de junho de 2015         | 112                | 1.07                   |
| 12a | "Sem Corrente (PT)" "Unplugged"                                                  | ASA                    | Greg Johnson                   | 24 de abril de 2015 22 de agosto de 2015 21 de junho de 2015         | 113                | 1.08                   |
| 12b | "Junked"                                                                         | ASA                    | Eugene Son                     | 24 de abril de 2015 22 de agosto de 2015 21 de junho de 2015         | 113                | 1.08                   |
| 13a | "Mama Merc"                                                                      | Michael Daedalus Kenny | Kevin Hopps                    | 8 de maio de 2015 1 de novembro de 2015 6 de setembro de 2015        | 111                | 1.22                   |
| 13b | "Space Race"                                                                     | Michael Daedalus Kenny | Greg Johnson                   | 8 de maio de 2015 1 de novembro de 2015 6 de setembro de 2015        | 111                | 1.22                   |
| 14a | "The Neptune Adventure"                                                          | Michael Daedalus Kenny | Greg Johnson                   | 15 de maio de 2015 8 de novembro de 2015 13 de setembro de 2015      | 114                | 1.02                   |
| 14b | "Eye to Eye"                                                                     | Michael Daedalus Kenny | Marsha Griffin                 | 15 de maio de 2015 8 de novembro de 2015 13 de setembro de 2015      | 114                | 1.02                   |
| 15a | "Yuri's Night"                                                                   | ASA                    | Sascha Paladino e Kevin Hopps  | 3 de julho de 2015 15 de novembro de 2015 20 de setembro de 2015     | 117                | 1.71                   |
| 15b | "I, Stella"                                                                      | ASA                    | Greg Johnson                   | 3 de julho de 2015 15 de novembro de 2015 20 de setembro de 2015     | 117                | 1.71                   |
| 16a | "Frozen Food"                                                                    | ASA                    | Eugene Son e Nicole Dubuc      | 10 de julho de 2015 22 de novembro de 2015 27 de setembro de 2015    | 116                | 1.54                   |
| 16b | "Later, Multivator"                                                              | ASA                    | Lisa Kettle                    | 10 de julho de 2015 22 de novembro de 2015 27 de setembro de 2015    | 116                | 1.54                   |
| 17a | "Lunar New Year"                                                                 | ASA                    | Nicole Dubuc                   | 17 de julho de 2015 29 de novembro de 2015 4 de outubro de 2015      | 118                | 1.68                   |
| 17b | "The Hoverbike Diaries"                                                          | ASA                    | Lisa Kettle                    | 17 de julho de 2015 29 de novembro de 2015 4 de outubro de 2015      | 118                | 1.68                   |
| 18a | "The Search For Skellig Ro"                                                      | ASA                    | Sascha Paladino                | 24 de julho de 2015 1 de fevereiro de 2016 11 de outubro de 2015     | 117                | 1.87                   |
| 18b | "Endangered Species"                                                             | ASA                    | Greg Johnson                   | 24 de julho de 2015 2 de fevereiro de 2016 11 de outubro de 2015     | 117                | 1.87                   |
| 19a | "Blasteroid"                                                                     | Michael Daedalus Kenny | Brian Swenlin                  | 7 de agosto de 2015 3 de fevereiro de 2016 18 de outubro de 2015     | 120                | 1.40                   |
| 19b | "Magnetic Merc"                                                                  | Michael Daedalus Kenny | Dustin Ferrer                  | 7 de agosto de 2015 4 de fevereiro de 2016 18 de outubro de 2015     | 120                | 1.40                   |
| 20a | "A Growing Problem"                                                              | Sue Perrotto           | Eugene Son                     | 13 de agosto de 2015 5 de fevereiro de 2016 25 de outubro de 2015    | 121                | 1.40                   |
| 20b | "The Tardigrade Escapade"                                                        | Sue Perrotto           | Eugene Son                     | 13 de agosto de 2015 8 de fevereiro de 2016 25 de outubro de 2015    | 121                | 1.40                   |
| 21a | "Miles vs. the Volcano"                                                          | Kelly James            | Lisa Kettle                    | 19 de setembro de 2015 9 de fevereiro de 2016 1 de novembro de 2015  | 122                | 1.56                   |
| 21b | "Scavengers of Mars"                                                             | Kelly James            | Nicole Dubuc                   | 19 de setembro de 2015 10 de fevereiro de 2016 1 de novembro de 2015 | 122                | 1.56                   |
| 22a | "Unexpected Ally"                                                                | Sue Perrotto           | Nicole Dubuc                   | 26 de setembro de 2015 11 de fevereiro de 2016 8 de novembro de 2015 | 124                | 1.50                   |
| 22b | "Skyrise"                                                                        | Sue Perrotto           | Greg Johnson                   | 26 de setembro de 2015 12 de fevereiro de 2016 8 de novembro de 2015 | 124                | 1.50                   |
| 23a | "Ghost Moon"                                                                     | Sue Perrotto           | Greg Johnson                   | 10 de outubro de 2015 31 de outubro de 2016                          | 115                | ASD                    |
| 23b | "Stormy Night in a Dark Nebula"                                                  | Sue Perrotto           | Greg Johnson                   | 10 de outubro de 2015 31 de outubro de 2016                          | 115                | ASD                    |
| 24a | "Team Exo-Flex"                                                                  | Kelly James            | Greg Johnson                   | 17 de outubro de 2015 5 de junho de 2016 6 de março de 2016          | 125                | ASD                    |
| 24b | "Dino World"                                                                     | Kelly James            | Greg Johnson                   | 17 de outubro de 2015 5 de junho de 2016 6 de março de 2016          | 125                | ASD                    |
| 25a | "The Pluto Rescue"                                                               | Michael Daedalus Kenny | Nicole Dubuc                   | 24 de outubro de 2015 12 de junho de 2016 13 de março de 2016        | 126                | ASD                    |
| 25b | "The Taking of the Solar Express"                                                | Michael Daedalus Kenny | Sascha Paladino                | 24 de outubro de 2015 12 de junho de 2016 13 de março de 2016        | 126                | ASD                    |
| 26a | "The Space Trader"                                                               | Sue Perrotto           | Greg Johnson                   | 7 de novembro de 2015 19 de junho de 2016 20 de março de 2016        | 127                | ASD                    |
| 26b | "The Quantum Cup"                                                                | Sue Perrotto           | Dustin Ferrer                  | 7 de novembro de 2015 19 de junho de 2016 20 de março de 2016        | 127                | ASD                    |
| 27a | "The Legend of Sandelion"                                                        | Kelly James            | Brian Swenlin                  | 14 de novembro de 2015 26 de junho de 2016 27 de março de 2016       | 128                | ASD                    |
| 27b | "The Mystery of Atlantix"                                                        | Kelly James            | Lisa Kettle                    | 14 de novembro de 2015 26 de junho de 2016 27 de março de 2016       | 128                | ASD                    |
| 28a | "The Hitchhiker's Ride Through the Galaxy"                                       | Sue Perrotto           | Lisa Kettle                    | 21 de novembro de 2015 12 de novembro de 2016 3 de abril de 2016     | 129                | ASD                    |
| 28b | "Escape From the Tethoscape"                                                     | Sue Perrotto           | Lisa Kettle                    | 21 de novembro de 2015 12 de novembro de 2016 3 de abril de 2016     | 129                | ASD                    |
| 29a | "Snow Globe"                                                                     | Michael Daedalus Kenny | Greg Johnson                   | 4 de dezembro de 2015 8 de dezembro de 2015 24 de dezembro de 2015   | 123                | ASD                    |
| 29b | "The Discovery Expedition"                                                       | Michael Daedalus Kenny | Sascha Paladino                | 4 de dezembro de 2015 8 de dezembro de 2015 24 de dezembro de 2015   | 123                | ASD                    |
| 30  | "Galatech: Secrets of the Black Hole"                                            | Michael Daedalus Kenny | Greg Johnson e Sascha Paladino | 18 de março de 2015 10 de julho de 2016 10 de abril de 2016          | 130                | ASD                    |

### 2.ª temporada
Em 28 de abril de 2015, a série foi renovada para uma segunda temporada.
| #   | #   | Título                                  | Dirigido por           | Escrito por     | Exibição original                                                | Código de produção | Audiência (em milhões) |
| --- | --- | --------------------------------------- | ---------------------- | --------------- | ---------------------------------------------------------------- | ------------------ | ---------------------- |
| 31a | 1a  | "Galactech: Captain Miles"              | Sue Perrotto           | Lisa Kettle     | 20 de junho de 2016 3 de setembro de 2016 18 de setembro de 2016 | 201                | ASD                    |
| 31b | 1b  | "The Search the Spot"                   | Michael Daedalus Kenny | Len Uhley       | 20 de junho de 2016 3 de setembro de 2016 18 de setembro de 2016 | 201                | ASD                    |
| 32a | 2a  | "The Blobbysitters"                     | Sue Perrotto           | Lisa Kettle     | 27 de junho de 2016 4 de setembro de 2016 25 de setembro de 2016 | 202                | ASD                    |
| 32b | 2b  | "Astro-Cavers"                          | Michael Daedalus Kenny | Greg Johnson    | 27 de junho de 2016 4 de setembro de 2016 25 de setembro de 2016 | 202                | ASD                    |
| 33a | 3a  | "Galactech: How to Build a Robot-Pet"   | Michael Daedalus Kenny | Eugene Son      | 11 de julho de 2016 10 de setembro de 2016 2 de outubro de 2016  | 203                | ASD                    |
| 33b | 3b  | "Career Day"                            | Jeff McGrath           | Len Uhley       | 11 de julho de 2016 10 de setembro de 2016 2 de outubro de 2016  | 203                | ASD                    |
| 34a | 4a  | "Galloping Groundshakers"               | Sue Perrotto           | Nicole Dubuc    | 18 de julho de 2016 11 de setembro de 2016 9 de outubro de 2016  | 204                | ASD                    |
| 34b | 4b  | "Galactech: March of the Robo-Penguins" | Michael Daedalus Kenny | Lisa Kettle     | 18 de julho de 2016 11 de setembro de 2016 9 de outubro de 2016  | 204                | ASD                    |
| 35a | 5a  | "The Adventures of Jet Retrograde"      | Jeff McGrath           | Greg Johnson    | 25 de julho de 2016 17 de setembro de 2016 16 de outubro de 2016 | 205                | ASD                    |
| 35b | 5b  | "The Tiny Aliens"                       | Sue Perrotto           | Sascha Paladino | 25 de julho de 2016 17 de setembro de 2016 16 de outubro de 2016 | 205                | ASD                    |
| 36a | 6a  | "Galactech: The Galactech Grab"         | Michael Daedalus Kenny | Len Uhley       | 1 de agosto de 2016 18 de setembro de 2016 23 de outubro de 2016 | 206                | ASD                    |
| 36b | 6b  | "Galactech: An Admiral Rescue"          | Jeff McGrath           | Lisa Kettle     | 1 de agosto de 2016 18 de setembro de 2016 23 de outubro de 2016 | 206                | ASD                    |
| 37a | 7a  | "Galaxias Quest"                        | Michael Daedalus Kenny | Sascha Paladino | 8 de agosto de 2016 24 de setembro de 2016 30 de outubro de 2016 | 207                | ASD                    |
| 37b | 7b  | "Galactech: Mission to the Sun"         | Sue Perrotto           | Ron Holsey      | 8 de agosto de 2016 24 de setembro de 2016 30 de outubro de 2016 | 207                | ASD                    |
| 38a | 8a  | "The First Day of Galactic School"      | ASA                    | ASA             | 24 de setembro de 2016 5 de novembro de 2016                     | 209                | ASD                    |
| 38b | 8b  | "Miles Underwater"                      | ASA                    | ASA             | 24 de setembro de 2016 5 de novembro de 2016                     | 209                | ASD                    |
| 39a | 9a  | "The Galactic Fair"                     | ASA                    | ASA             | 8 de outubro de 2016                                             | 210                | ASD                    |
| 39b | 9b  | "Unfair Getaway"                        | ASA                    | ASA             | 8 de outubro de 2016                                             | 210                | ASD                    |
| 40a | 10a | "Building Day"                          | ASA                    | ASA             | 15 de outubro de 2016                                            | 210                | ASD                    |
| 40b | 10b | "Galactech: Flight of the Iotas"        | ASA                    | ASA             | 15 de outubro de 2016                                            | 210                | ASD                    |
| 41a | 11a | "Galactech: Still Rocketing"            | ASA                    | ASA             | 22 de outubro de 2016                                            | 211                | ASD                    |
| 41b | 11b | "Merc's Night Out"                      | ASA                    | Rick Suvalle    | 22 de outubro de 2016                                            | 211                | ASD                    |
| 42a | 12a | "Space Junkers"                         | ASA                    | ASA             | 29 de outubro de 2016                                            | 212                | ASD                    |
| 42b | 12b | "Help Us, Jet Retrograde!"              | ASA                    | ASA             | 29 de outubro de 2016                                            | 212                | ASD                    |
| 43a | 13a | "Blackout on Bloppsburgh"               | ASA                    | ASA             | 5 de novembro de 2016                                            | 213                | ASD                    |
| 43b | 13b | "The Robot Thief"                       | ASA                    | ASA             | 5 de novembro de 2016                                            | 213                | ASD                    |
| 44a | 14a | "Back in the Groove"                    | ASA                    | ASA             | 12 de novembro de 2016                                           | 214                | ASD                    |
| 44b | 14b | "Saving Lumaro"                         | ASA                    | ASA             | 12 de novembro de 2016                                           | 214                | ASD                    |
| 45a | 15a | "Galactech: The S'Leet Heist"           | ASA                    | Rick Suvalle    | 3 de dezembro de 2016                                            | ASA                | ASD                    |
| 45b | 15b | "Galactech: The S'Leet Fleet"           | ASA                    | ASA             | 3 de dezembro de 2016                                            | ASA                | ASD                    |